# Clavicollis
Clavicollis es un género de coleóptero de la familia Anthicidae.

## Especies
Las especies de este género son:
- Clavicollis absconditus (Telnov, 2000)
- Clavicollis anomalus (Telnov, 1998)
- Clavicollis apicordiger (Bonadona, 1954)
- Clavicollis austriacus Pic, 1901
- Clavicollis balazuci (Bonadona, 1986)
- Clavicollis biguttatus (Bonadona, 1964)
- Clavicollis bruckii von Kiesenwetter, 1870
- Clavicollis callimus Baudi, 1877
- Clavicollis cavipennis (Uhmann, 2005)
- Clavicollis descarpentriesi (Bonadona, 1966)
- Clavicollis dichrous LaFerté-Senéctère, 1849
- Clavicollis doderoi Pic, 1902
- Clavicollis gigas Pic, 1899
- Clavicollis henoni Pic, 1899
- Clavicollis heydeni De Marseul, 1879
- Clavicollis inabsolutus (Telnov, 2003)
- Clavicollis indeprensus (Telnov, 2000)
- Clavicollis lindbergi (Bonadona, 1960)
- Clavicollis longiceps (LaFerté-Sénectère, 1849)
- Clavicollis longicornis (Uhmann, 1983)
- Clavicollis martinezi Pic, 1932
- Clavicollis muguensis (Telnov, 2000)
- Clavicollis niger (Uhmann, 1996)
- Clavicollis nigrofuscus (Telnov, 2000)
- Clavicollis nigroterminatus Pic, 1909
- Clavicollis optabilis LaFerté-Senéctère, 1849
- Clavicollis paganettii Pic, 1909
- Clavicollis postluteofasciatus Pic, 1938
- Clavicollis ragusae Pic, 1898
- Clavicollis schrammi Pic, 1913
- Clavicollis uhagoni Pic, 1904
- Clavicollis variabilis (Telnov, 2003)
- Clavicollis versicolor von Kiesenwetter, 1866
- Clavicollis weigeli (Telnov, 2000)